# Koptisk-katolska kyrkan
Koptisk-katolska kyrkan är en östlig katolsk självbestämmande delkyrka i Egypten som står i full kyrkogemenskap med den romersk-katolska kyrkan under påvens ledning. Den koptisk-katolske patriarken av Alexandria är sedan 2013 hans salighet ärkebiskop Ibrahim Isaac Sidrak. Kyrkan räknar 163 630 medlemmar (2010) och är indelad i tre stift: Alexandria, Hermopolis och Thebe.
I ett historiskt perspektiv representerar koptiska katoliker schismen med Koptisk-ortodoxa kyrkan 1741, då en koptisk biskop i Jerusalem konverterade till katolicismen och fick titeln Apostolisk kyrkoherde av påven Benedictus XIV. De leds av en patriark, som även är kardinal i Romersk-katolska kyrkan. 1895 återetablerade Leo XIII det Koptisk-katolska patriarkatet.
Den katolsk-koptiska kyrkan driver 170 skolor.